# Patagiu
Patagiu este o membrană care unește membrele anterioare, posterioare și coada chiropterelor (liliecilor). Aceasta servește la zbor. 